# Заречное (Николаевский район)
Заречное (укр. Зарічне, до 2016 г. — Кирово) — село в Николаевском районе Николаевской области Украины.
Население по переписи 2024 года составляло 500 человек. Почтовый индекс — 57156. Телефонный код — 512. Занимает площадь 58,416 км².

## Местный совет
57164, Николаевская обл., Николаевский р-н, с. Заречное, ул. Школьная, 1; тел. 33-40-33